# Symmacra thalassica
Symmacra thalassica là một loài bướm đêm trong họ Geometridae.